# Antillotrecha guama
Espèce
Antillotrecha guama est une espèce de solifuges de la famille des Ammotrechidae.

## Distribution
Cette espèce est endémique de la  province de Santiago de Cuba à Cuba. Elle se rencontre vers Guamá.

## Description
Le mâle holotype mesure 11,30 mm et la femelle paratype 12,20 mm.

## Publication originale
- Armas & Teruel, 2005 : Los solífugos de Cuba (Arachnida:Solifugae). Boletin de la Sociedad Entomológica Aragonesa, vol. 37, p. 149-163 (texte intégral).